# Elsa Oeltjen Kasimir
Elsa Oeltjen Kasimir (ur. 3 sierpnia 1887 w Ptuju, zm. 5 grudnia 1944 w Vareji) – słoweńska malarka i rzeźbiarka. Dzieła artystki znajdują się w muzeach w Mariborze, Ptuju i Oldenburgu.

## Życiorys
Po ukończeniu szkoły średniej w 1904 r. rozpoczęła naukę w Kunstgewerbeschule (Szkole Wzornictwa) w Wiedniu, gdzie uczestniczyła przede wszystkim w zajęciach rzeźbiarza Franza Metznera. W 1905 r. poznała tu malarza i grafika Oskara Kokoschkę, do którego na zajęcia uczęszczała w 1908 r. W wieku 19 lat w 1906 r. Elsa Kasimir zaręczyła się z przyrodnikiem Edgarem Paulsenem. W lutym 1908 r. udało się jej zaprezentować swoje prace na dwóch wystawach. Na wystawie „Genossenschaft der Bildenden Künstler Wiens” udało się jej dokonać pierwszej, udokumentowanej sprzedaży swoich dzieł. W tym samym 1908 r. wzięła udział w jubileuszowej wystawie „Vereinigung Bildender Künstler Steiermarks”, (Zrzeszenia Twórców Karyntii), na której pokazała swoje wrażenia w podróży po Włoszech. Również w ciągu następnych dwóch lat z powodzeniem uczestniczyła w wystawach sztuki secesyjnej w Wiedniu. W tym też okresie ukończyła naukę w Szkole Wzornictwa.

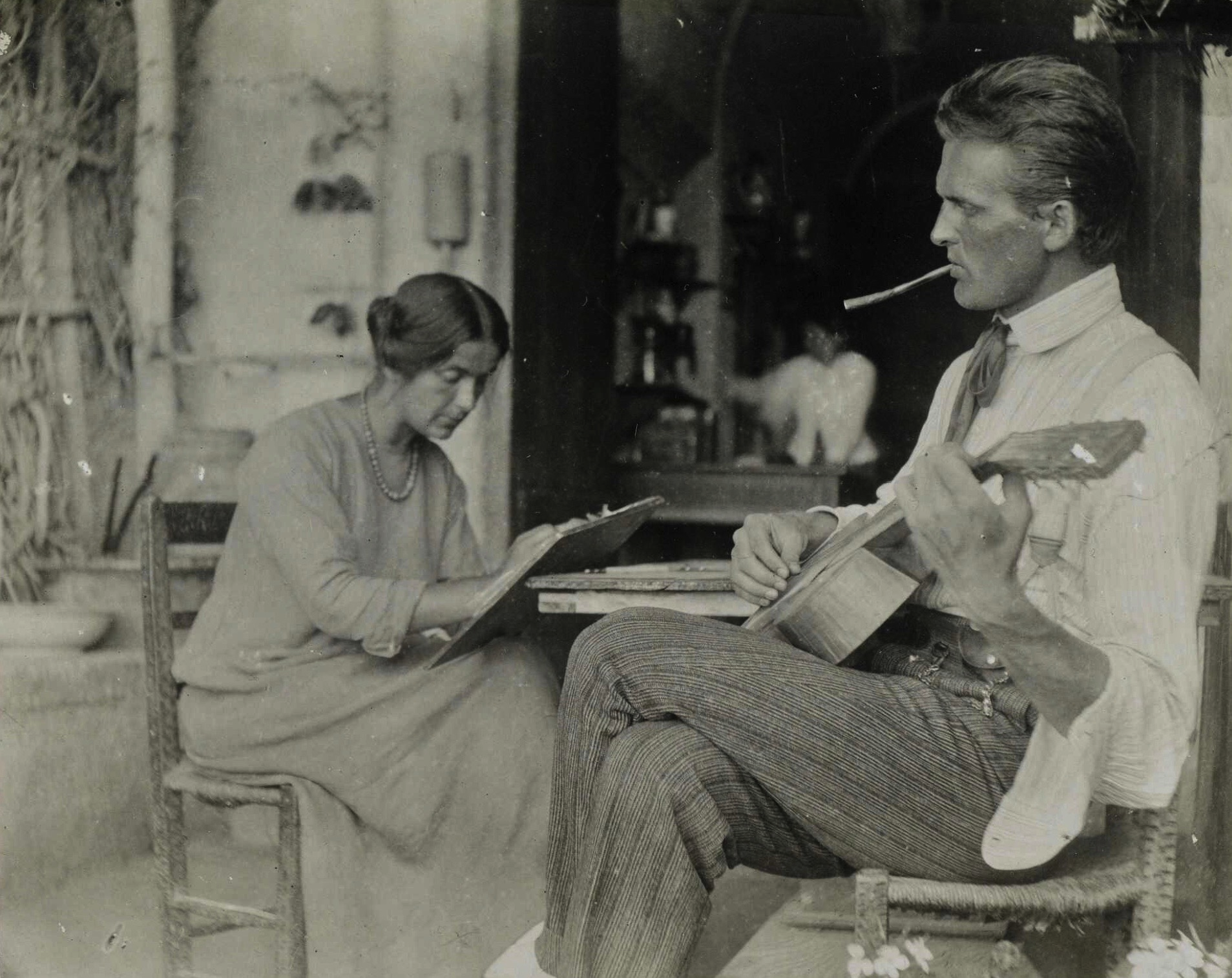
Jan Oeltjen (1880–1968) ze swoją drugą żoną, malarką Elsą Oeltjen-Kasimir we Włoszech, 1913 (źródło: Deutsches Kunstarchiv)

Latem 1910 r. Elsa Kasimir spotkała malarza niemieckiego malarza Jana Oeltjena i zaręczyła się z nim pod koniec roku, zrywając jednocześnie zaręczyny z Paulsenem. W kwietniu 1911 r. w Jaderbergu wyszła za mąż za Oeltjena. Od tego czasu nosiła nazwisko Oeltjen–Kasimir. W listopadzie tego roku uczestniczyła w wystawie „zweiten Ausstellung der Vereinigung bildender Künstlerinnen Österreichs” (Drugiej Wystawie Zrzeszenia Austriackich Artystek) wraz z artystami Hagenbundu.
W 1912 r. urodziła w Grazu córkę Ruth († 1987) i zdecydowała się na przeprowadzkę do Wiednia. W 1913 r. Jan Oeltjen ciężko zachorował na tyfus i Elsa, oprócz opieki nad córką, zajmowała się przez trzy miesiące chorym mężem. W grudniu 1914 r. Oeltjen-Kasimir przeżyła poronienie. W czasie pobytu w Berlinie w 1916 r. spotkała u swego byłego mistrza Metznera rzeźbiarza Wilhelma Lehmbrucka. Zarówno Metzner, jak i Lehmbruck stworzyli popiersia artystki. Jednak istnienia popiersia artystki dłuta Metznera, do tej pory nie udało się udowodnić. „Popiersie pani Oeltjen” Lehmbruck najwyraźniej wykonał dopiero po spotkaniu, posługując się rysunkami, do których artystka mu pozowała. Popiersie to znajduje się obecnie w muzeum jego imienia (Wilhelm Lehmbruck Museum) w Duisburgu. W latach 1919–1930 małżonkowie mieszkali w Jaderbergu. W końcu lat 30. XX w. artystka otrzymała zlecenia na ceramikę z Oldenburga, w tym m.in. do Ludowej Szkoły dla Dziewcząt, mieszczącej się w dzielnicy. W latach 1930–1931 Oeltjen–Kasimir stworzyła ok. 160 elementów plastycznych z klinkieru dla otwartego 1 lipca 1931 budynku dworcowego Neustadt Bahnhof w Bremie.
Elsa Oeltjen-Kasimir zmarła 5 grudnia 1944 r. na zapalenie płuc. Pochowana została na cmentarzu w Ptuju, a ich wspólny nagrobek został wykonany przez jej męża.